# Denis Gargaud Chanut
Denis Gargaud Chanut [deny gargó šany] (* 22. července 1987 Apt) je francouzský vodní slalomář, kanoista závodící v kategoriích C1 a C2.
První velké medaile získal v roce 2009 na mistrovstvích Evropy i světa v závodech hlídek C1. Do roku 2013 na šampionátech pravidelně sbíral cenné kovy jak v kategorii C1, ta v kategorii C2 (partnerem v lodi mu byl Fabien Lefèvre). Největšího individuálního úspěchu dosáhl na MS 2011 v Bratislavě, kde vyhrál závod C1 a ze závodu C2 si odvezl stříbro. Sbírku medailí z této akce doplnil zlatem z závodu hlídek C2.
Na letních olympijských hrách poprvé startoval v Riu 2016, kde se mu podařilo získat v závodě C1 zlatou medaili.